# Jackie Berroyer
 (décembre 2018).
« Berroyer » redirige ici. Pour les autres significations, voir Berroyer (homonymie).
Jackie Berroyer est un acteur, scénariste, dialoguiste, écrivain et journaliste français, né le 24 mai 1946 à Reims. Certains de ses ouvrages ou de ses scénarios sont simplement signés Berroyer.
À travers ses multiples activités, il a travaillé pour la presse écrite, la télévision, le cinéma et la bande dessinée. Il est souvent confondu avec Franck de Lapersonne.

## Biographie
Jackie Berroyer grandit à Reims, dans le quartier populaire Maison-Blanche. Son père est ouvrier maçon et sa mère femme au foyer. Dans sa jeunesse, il traîne avec la bande de son quartier, mais ayant peu de goût et d'aptitudes physiques pour la bagarre, il devient plutôt la mascotte comique du groupe.
Après des débuts comme dessinateur industriel, métier qu'il abandonne à 25 ans, il devient, à partir du milieu des années 1970, critique rock à Charlie Hebdo. Il collabore ensuite à divers titres de presse : Hara-Kiri, Libération, Rock & Folk, Actuel, Rolling Stone. Également écrivain, il publie en 1992 La femme de Berroyer est plus belle que toi, connasse, ensuite adapté au cinéma sous le titre Tempête dans un verre d'eau. Son style lui vaut d'être très sollicité, à partir des années 1980, par des réalisateurs français en quête de dialogues originaux[réf. nécessaire] ; il travaille avec Patrick Bouchitey (sur Lune froide, adapté d'un roman de Bukowski), Patrick Grandperret ou Jean-François Stévenin (sur Double messieurs en 1986). Il a également cosigné le premier film de Cédric Klapisch, Riens du tout.
Il incarne pendant trois ans le standardiste intempestif dans l'émission Nulle part ailleurs, d'abord sous le pseudonyme de Jackie Darbois (en référence à Guy Darbois des Dossiers de l'écran),, et présente Pas si vite !, une émission d'humour et de philosophie sur Canal+. Il reprend son rôle de trublion lors de l'émission On ne peut pas plaire à tout le monde du 6 mars 2005. Il est également pendant quelques années chroniqueur pour le magazine Vibrations.
En 2006, il écrit et joue un one-man-show humoristique et musical intitulé Ma vie de jolie fille, dans lequel il pratique l'autofiction et l'absurde, racontant sa vie amoureuse d'homme mûr, et établit un rapport entre la célébrité et la situation d'une jolie blonde.
Il contribue également à l'hebdomadaire satirique Siné Hebdo créé par le dessinateur Siné, puis à Siné Mensuel.
En octobre 2010, il écrit pour le journal La Mèche et commence à animer l'émission Mélomanie sur Le Mouv' le dimanche de 18 heures à 19 heures (puis de 10 heures à 11 heures à partir de janvier 2012). Il contribue au journal trimestriel Mon lapin quotidien, édité par la maison d'édition L'Association.
Il est le père des producteurs de musique électronique ARK et Jim Casanova.

## Filmographie

### Acteur

#### Cinéma

##### Longs métrages
- 1986 : Double messieurs de Jean-François Stévenin : un collègue
- 1987 : Cinématon #962 de Gérard Courant : lui-même
- 1989 : Mona et moi de Patrick Grandperret : un policier
- 1990 : Lune froide de Patrick Bouchitey : le curé
- 1993 : Les gens normaux n'ont rien d'exceptionnel de Laurence Ferreira Barbosa : M. Jacquet
- 1994 : L'Eau froide d'Olivier Assayas : le père de Christine
- 1994 : Un Indien dans la ville d'Hervé Palud : Joanovici
- 1995 : Le Péril jeune de Cédric Klapisch : Jo
- 1995 : Le Silence de Rak de Christophe Loizillon : l'inspecteur
- 1996 : Encore de Pascal Bonitzer : Abel vichac
- 1996 : Des lendemains qui chantent de Caroline Chomienne : le critique
- 1996 : Caméléone de Benoît Cohen : Moskowitz
- 1997 : Une femme très très très amoureuse d'Ariel Zeitoun : Mathieu
- 1997 : Rien ne va plus de Claude Chabrol : Robert Chatillon : Chatillon
- 1997 : Je ne vois pas ce qu'on me trouve de Christian Vincent : Pierre Yves
- 1997 : Tempête dans un verre d'eau d'Arnold Barkus : Jean
- 1997 : L'Annonce faite à Marius de Harmel Sbraire : professeur Migeon
- 1998 : Ça n'empêche pas les sentiments de Jean-Pierre Jackson : l'huissier
- 1999 : Un dérangement considérable de Bernard Stora : Pierre
- 2000 : Les Frères Sœur de Frédéric Jardin : Francis France
- 2000 : La Chambre obscure de Marie-Christine Questerbert : le roi
- 2000 : HS Hors Service de Jean-Paul Lilienfeld : Ifergan
- 2001 : Les Araignées de la nuit de Jean-Pierre Mocky : un légiste en grève
- 2001 : La Bête de miséricorde de Jean-Pierre Mocky : l'inspecteur Castan
- 2002 : Rien que du bonheur de Denis Parent : Pierre 1
- 2003 : L'Éclaireur de Djibril Glissant : Marco Diamanti
- 2003 : À boire de Marion Vernoux : M. Guibal
- 2003 : Brodeuses d'Eleonore Faucher : M. Lescuyer
- 2003 : Comme une image d'Agnès Jaoui : l'ami devant les Bains
- 2003 : Le Clan de Gaël Morel : Robert
- 2003 : Les Textiles de Franck Landron : Paul
- 2003 : Albert est méchant d'Hervé Palud : maître Kermarec
- 2003 : Le Veilleur de Frédéric Brival
- 2004 : Calvaire de Fabrice Du Welz : M. Bartel
- 2004 : Quand la mer monte... de Yolande Moreau : le journaliste de Béthune
- 2005 : Jean-Philippe de Laurent Tuel : le professeur
- 2005 : Voisins, voisines de Malik Chibane : monsieur Gonzalés
- 2005 : Enfermés dehors d'Albert Dupontel
- 2005 : Président de Lionel Delplanque : Nicolas (le conseiller en communication)
- 2005 : Le Deal de Jean-Pierre Mocky : l'inspecteur Castang
- 2006 : Héros de Bruno Merle : Maurice
- 2006 : Deux vies plus une d'Idit Cébula : le directeur de l'école
- 2008 : La journée de la jupe de Jean-Paul Lilienfeld : le principal du collège
- 2009 : Jusqu'à toi de Jennifer Devoldère : le père de Chloé
- 2010 : Opération 118 318, sévices clients de Julien Baillargeon : agent de Pôle Emploi
- 2011 : Je suis un no man's land de Thierry Jousse : le père de Philippe
- 2012 : Nos plus belles vacances de Philippe Lellouche : Guilois
- 2012 : Cherchez Hortense de Pascal Bonitzer : Lobatch
- 2012 : Mobile Home de François Pirot : Jean-Marie
- 2012 : Par les épines de Romain Nicolas : Jean-Louis
- 2013 : Pauvre Richard de Malik Chibane : patron du café
- 2013 : Rue Mandar de Idit Cébula : M. Mardi
- 2013 : De l'usage du sextoy en temps de crise d'Éric Pittard : professeur Socié
- 2013 : Amour et turbulences d'Alexandre Castagnetti : Arthur
- 2013 : Mohamed Dubois d'Ernesto Onia : Gérard
- 2013 : Je suis supporter du Standard de Riton Liebman : Jacky
- 2013 : Henri de Yolande Moreau : Bibi
- 2015 : Cosmodrama de Philippe Fernandez : l'astronome
- 2015 : Les Jours venus de Romain Goupil : Blaise
- 2015 : Pitchipoï de Charles Najman : Pierre Friedman
- 2015 : Le Grand Partage d'Alexandra Leclère : M. Abramovitch
- 2016 : Sélection officielle de Jacques Richard : Franck Belrive, le producteur
- 2017 : Garde alternée d'Alexandra Leclère : père de Sandrine
- 2017 : Satire dans la campagne de Marc Large et Maxime Carsel : dans son propre rôle
- 2018 : Neuilly sa mère, sa mère ! de Gabriel Julien-Laferrière : Ricoeur
- 2019 : La Vérité d'Hirokazu Kore-eda : le chef de Fabienne
- 2020 : Effacer l'historique de Gustave Kervern et Benoît Delépine : Le voisin pointilleux
- 2020 : Adieu les cons d'Albert Dupontel : Docteur Lint
- 2021 : Playlist de Nine Antico : Le père de Julia
- 2021 : Le Sens de la famille de Jean-Patrick Benes : Roger
- 2021 : Les Fantasmes de David Foenkinos et Stéphane Foenkinos : Richard
- 2021 : Inexorable de Fabrice Du Welz : le taulier
- 2022 : Adieu Paris d'Édouard Baer : Alain
- 2022 : Tout fout le camp de Sébastien Betbeder : Pépé
- 2022 : Ailleurs si j'y suis de François Pirot : Jean-Marie
- 2023 : Second Tour d'Albert Dupontel : Pr Curiepe
- 2024 : Il n'y a pas d'ombre dans le désert de Yossi Aviram : Laszlo
- 2024 : Les Boules de Noël d'Alexandra Leclère : André
- 2024 : Le Dossier Maldoror de Fabrice Du Welz : Jacky Dolman
- 2025 : Le Secret de Khéops de Barbara Schulz : Charles Marguerite

##### Courts métrages
- 1996 : Vladimir de trop de Jacques-Henri Rochereuil : Monsieur Schneider
- 1998 : Le Jour de Noël de Thierry Jousse
- 1998 : Ivre mort pour la patrie de Vincent Hachet : le petit garçon
- 1999 : Quand on est amoureux c'est merveilleux de Fabrice Du Welz : le boucher
- 2000 : La Dame pipi de Jacques Richard
- 2001 : Gilbert Mouclade était un marrant d'Elie-Alexandre Le Hoangan et Camille Saféris : le psy
- 2002 : Les Primitifs de Vanessa Filho
- 2010 : Mission Socrate de Bertrand Lenclos et Jackie Berroyer
- 2010 : Clonk de Bertrand Lenclos
- 2012 : Karma Koma d'Aurélia Mengin : Païpaï
- 2012 : Des arêtes dans le bifteck de Patricia Dinev : Ulysse, le marin
- 2013 : Snipers de François Leognany et Thibaut Gaillard : Ulysse
- 2018 : Cajou de Claude Le Pape : Yvon, le père
- 2018 : Et le diable rit avec moi de Rémy Barbe : Maurice
- 2018 : Le Malheur des autres de Barbara Schulz : Charles
- 2019 : Veuillez agréer... de lui-même :
- 2019 : Vieux revolver de Shaan Couture : Gérard
- 2019 : Un rôle sur mesure de Xiaoxing Cheng : le réalisateur
- 2020 : La Maison (pas très loin du Donegal) de Claude Le Pape : le locataire
- 2020 : A la mer de David Bouttin : Michel
- 2025 : En Beauté de Rémi Mardini : Léon

#### Télévision
- 1994 : Tous les garçons et les filles de leur âge..., épisode La Page blanche d'Olivier Assayas (série) : le père de Christine
- 1994 : Tous les garçons et les filles de leur âge..., épisode Paix et Amour de Laurence Ferreira Barbosa (série) : le prof de philo
- 1995 : C'est pas sorcier : au bout du fil
- 1996 : L'Embellie de Charlotte Silvera (téléfilm) : Charles
- 1996: Les Mercredis de la vie, épisode Alla turca de Macha Méril (série) : le commissaire
- 2001 : L'Érotisme vu par... (série) : animateur
- 2002 : Vu à la télé de Daniel Losset (téléfilm) : Alain
- 2003 : Quelques jours entre nous de Virginie Sauveur (téléfilm) : Monsieur Loiret
- 2004 : Le Mystère Alexia de Marc Rivière (téléfilm) : Pierre de Champignac dit Pierrot
- 2004 : Malone, épisode La 7e victime de Didier Le Pêcheur (série) : Dutilleul
- 2004 : Bien dégagé derrière les oreilles d'Anne Deluz (téléfilm) : le chien Arthur (voix)
- 2005 : Les Mariages d'Agathe,  épisode Mariage Est-Ouest de Stéphane Kappes (série) : Robert
- 2006 : L'Avare de Christian de Chalonge (téléfilm) : Maître Jacques
- 2008 : La Journée de la jupe de Jean-Paul Lilienfeld (téléfilm) : le principal
- 2009 : Suite noire,  épisode Vitrage à la corde de Laurent Bouhnik (série) : Pommard
- 2009 : Kaamelott  d'Alexandre Astier, trois épisodes (série) : Pellinor
- 2009 : Le Choix de Myriam de Malik Chibane (téléfilm) : Scala
- 2010 : Sable noir,  épisode Les Âmes meurtries de Benjamin Holmsteen (série) : Mathieu
- 2010 : En chantier, monsieur Tanner de Stefan Liberski (téléfilm) : le voisin
- 2010-2011 : Les Invincibles de Alexandre Castagnetti et Pierric Gantelmi d'Ile, saison 2 (série) : Paul Boisvert
- 2011 : Faux coupable de Didier Le Pêcheur (téléfilm)
- 2011 : Fortunes, épisode Eldorado agricole de Stéphane Meunier (série) : Marcel
- 2011 : À la maison pour Noël de Christian Merret-Palmair (téléfilm) : le sdf
- 2011-2012 : La chanson du dimanche (série) : Monnier
- 2012 : Profilage, épisode A votre service d'Alexandre Laurent (série) : Bernard Marchand
- 2013 : J'adore ma vie de Stéphane Kurc (téléfilm) : le psy
- 2013 : La Cérémonie de clôture du Fifigrot 2013 de Gérard Courant (téléfilm documentaire) : lui-même
- 2015 : Le Family Show de Pascal Lahmani (téléfilm) : Gérald Rioux
- 2014 : La Clef des champs de Bertrand Van Effenterre (téléfilm) : Patrick
- 2015 : Nos chers voisins, épisode Nos chers voisins fêtent les vacances (série) : Christian
- 2015 : Le Mystère du lac de Jérôme Cornuau (série) : Pierre Leitzi
- 2017 : Capitaine Marleau, épisode Double jeu de Josée Dayan (série) : le psy
- 2018 : Qu'est-ce qu'on attend pour être heureux ? d'Anne Giafferi et Marie-Hélène Copti (série) : Deville
- 2018 : Scènes de ménages , épisode Au boulot ! (série) : René
- 2018 : Hippocrate, série télévisée (saison 1) : Jean-Pierre Bayle
- 2021 : Face à face de July Hygreck et Julien Zidi : Didier Duroc
- 2022 : Police de caractères (épisode 4 : Un loup dans la bergerie) : Georges Moreau
- Depuis 2022 : Tout le monde ment d'Hélène Angel : Maximilien

### Scénariste
- 1986 : Double messieurs de Jean-François Stévenin
- 1987 : Poule et frites de Luis Rego
- 1991 : Lune froide de Patrick Bouchitey
- 1991 : Les Arcandiers de Manuel Sanchez
- 1992 : Riens du tout de Cédric Klapisch
- 1993 : Les gens normaux n'ont rien d'exceptionnel de Laurence Ferreira Barbosa
- 1995 : Visiblement, je vous aime de Jean-Michel Carré
- 1995 : Fast de Dante Desarthe
- 1997 : Je ne vois pas ce qu'on me trouve de Christian Vincent
- 1998 : L'Annonce faite à Marius de Bunny Schpoliansky
- 2005 : Imposture de Patrick Bouchitey
- 2005 : Voisins, voisines de Malik Chibane

### Dialoguiste
- 2005 : Imposture de Patrick Bouchitey

## Théâtre
- 2000 : La Tête des autres de Marcel Aymé, mise en scène Jean-Luc Tardieu, théâtre de Beauvais
- 2004 : S'agite et se pavane d'Ingmar Bergman, mise en scène Roger Planchon, théâtre Comedia
- 2006 : Ma Vie de jolie fille (one-man-show)
- 2007 : Sale affaire, du sexe et du crime de Yolande Moreau
- 2024 : La serva amorosa de Carlo Goldoni, mise en scène Catherine Hiegel, Théâtre de la Porte Saint-Martin

## Publications

### Ouvrages
- Rock and roll et chocolat blanc, Paris, H. Veyrier, 1979, 179 p.
- J'ai beaucoup souffert, Paris, A. Michel, 1981, 209 p. ; réédition sous le titre J’ai beaucoup souffert de ne pas avoir eu de mobylette, Le Cherche midi, 2004, 245p.
- Je vieillis bien : roman, Paris, A. Michel, 1983, 189 p.
- Je suis décevant, Paris, Balland, 1987, 328 p.
- Journal intime pour tous, Paris, Balland, 1988, 188 p.
- Journal intime pour tous. 2, Paris, Balland, 1989, 234 p.
- La femme de Berroyer est plus belle que toi, connasse, Paris, Pocket, 1997, 118 p.
- Je ne vois pas ce qu'on me trouve (en collaboration avec Olivier Dazat, scénario de Christian Vincent, illustrations de J.-F. Campos), Arles, Actes Sud, 1997, 151 p. (48 p. de planches)
- Mon cancer, ma Jaguar, Paris, Flammarion, 2000, 229 p.
- Pas si vite ! (en collaboration avec André Scala), Paris, Canal+ Éditions, 2000, 214 p.
- On ne se voit plus qu'aux enterrements, heureusement il y en a souvent, Paris, le Cherche midi, 2007, 215 p.
- Parlons peu, parlons de moi, Paris, Le Dilettante, 2017, 288p.
- Presque mort à Venise, Paris, Le Dilettante, 2024, 256p.

### Bande dessinée
| - Berroyer (scénario), Gibrat (dessinateur) : - Dossier Goudard, Paris, Éditions du Square, 1980, 48 p. - C'est bien du Goudard, Audie, 1981, 45 p. - La Parisienne, Paris, Dargaud, 1983, 46 p. - Goudard et la Parisienne, Paris, Dargaud, 1984, 46 p. - Goudard a de la chance, Paris, Dargaud, 1987, 44 p. - Goudard et la Parisienne ! (intégrale albums Dargaud), Paris, Dargaud, 1995, 144 p. - Les Années Goudard (intégrale), Paris Gargaud, coll. Long Courrier, 2006, 256 p. | - Berroyer, Rodolphe, Simonet et Vulbeau (scénario), Gibrat (dessinateur) : - Visions futées, Paris, Dargaud, 1980, 48 p. - Berroyer (scénario), Vuillemin (dessinateur) : - Raoul Teigneux contre les druzes, Paris, A. Michel, 1984 |

## Distinctions
- Festival d'Angoulême 1979 : Prix du meilleur espoir pour Dossier Goudard (avec Jean-Pierre Gibrat)
- Festival Jean-Carmet 2012 : nomination comme meilleur second rôle masculin pour Mobile Home[7]
- Officier de l'ordre des Arts et des Lettres : promu le 9 juillet 2014[8].
- Festival du Film de Cabourg 2025: Prix du Meilleur Acteur dans un court-métrage dans En beauté de Rémi Mardini